# Dieci (Arad)
Dieci è un comune della Romania di 1 616 abitanti, ubicato nel distretto di Arad, nella regione storica del Transilvania.
Il comune è formato dall'unione di 5 villaggi: Cociuba, Crocna, Dieci, Revetiș, Roșia.
L'economia del comune è prevalentemente basata sull'agricoltura e sull'allevamento, ma è presente anche una cava di andesite.